# Sdlg
Công ty máy xây dựng Shandong Lingong (SDLG) được thành lập năm 1972, trụ sở chính tại Lâm Nghi, Sơn Đông. SDLG là nhà sản xuất máy móc ở Trung Quốc, sản xuất hơn 100 loại sản phẩm trong ba loại là máy kéo, máy xúc, và các loại máy xây dựng mặt đường. Các sản phẩm chủ lực của công ty được coi là thương hiệu xuất khẩu của Trung Quốc.
Năm 2007, Volvo Construction Equipment đã mua lại 70% cổ phần SDLG, với mục đích mở rộng thị trường cung ứng.
Cho đến nay, SDLG đã xây dựng nhiều cơ sở sản xuất, trung tâm phân phối, xuất khẩu đến hơn 80 quốc gia.